# Nhĩ cán leo
Nhĩ cán leo (danh pháp khoa học: Utricularia scandens) là một loài thực vật ăn thịt thuộc chi Utricularia.
U. scandens là loài thực vật trên cạn sinh sống trong các đồng cỏ ẩm ướt và bãi lầy ở các cao độ thấp, từ sát mực nước biển tới khoảng 2.900 m (9.514 ft). Nó được Ludwig Benjamin mô tả năm 1847. Có một lượng danh pháp đồng nghĩa cho loài này, một phần là do sự phân bố rộng và hình thái dễ thay đổi.

## Phân bố
Nó có phân bố bản địa rộng ở châu Phi và châu Á. 
- Châu Phi: Angola, Cameroon, Cộng hòa Trung Phi, Côte d'Ivoire, Cộng hòa Dân chủ Congo, Ethiopia, Guinea, Madagascar, Malawi, Mozambique, Nigeria, Nam Phi, Sudan, Tanzania, Zambia, Zimbabwe.
- Châu Á: Bangladesh, Myanmar, Trung Quốc, Ấn Độ, Indonesia, Malaysia, Nepal, Sri Lanka, Thái Lan, Việt Nam.

## Mô tả
Cỏ nhỏ, đứng hay leo quắn (var. scandens). Rễ giả và thân bò lan mao dẫn, phân nhánh. Các túi (bong bóng) bẫy mồi nhỏ trên các rễ giả, thân bò lan và lá, có cuống, hình cầu kích thước 0,5–1 mm. Lá từ ít tới nhiều, nhẵn nhụi; phiến lá thẳng và hẹp 5-10 × 0,4–1 mm. Chùm hoa moc thẳng hay ghép đôi, cao 10–35 cm, thưa 1-8 hoa, chủ yếu 3-5 hoa. Lá hoa 2 mm, lá đài 2, xoan, cao 3 mm. Các thùy đài hoa hình trứng tới elip, 2–3 mm khi nở hoa và tới 5 mm ở quả; thùy dưới không bằng hay hơi nhỏ hơn thùy trên. Tràng hoa màu vàng 5–11 mm, môi dưới dầy và có đế to, cựa hình dùi dài hơn môi dưới, môi trên thuôn dài. Quả nang đứng, hình trứng 2-2,5 mm, trong dài. Hạt nhỏ hình trứng ngược 02-0,3 mm. Áo hạt với các mắt lưới thuôn dài rõ nét. Ra hoa tháng 6-9, tạo quả tháng 7-10.

## Phân loài
- Utricularia scandens subsp. firmula: Một số tác giả coi là loài độc lập với danh pháp Utricularia recta.
- Utricularia scandens subsp. schweinfurthii.